# Eriocaulon australasicum
Eriocaulon australasicum là một loài thực vật có hoa trong họ Cỏ dùi trống. Loài này được (F.Muell.) Körn. mô tả khoa học đầu tiên năm 1856.